# Ferdinand Pettrich

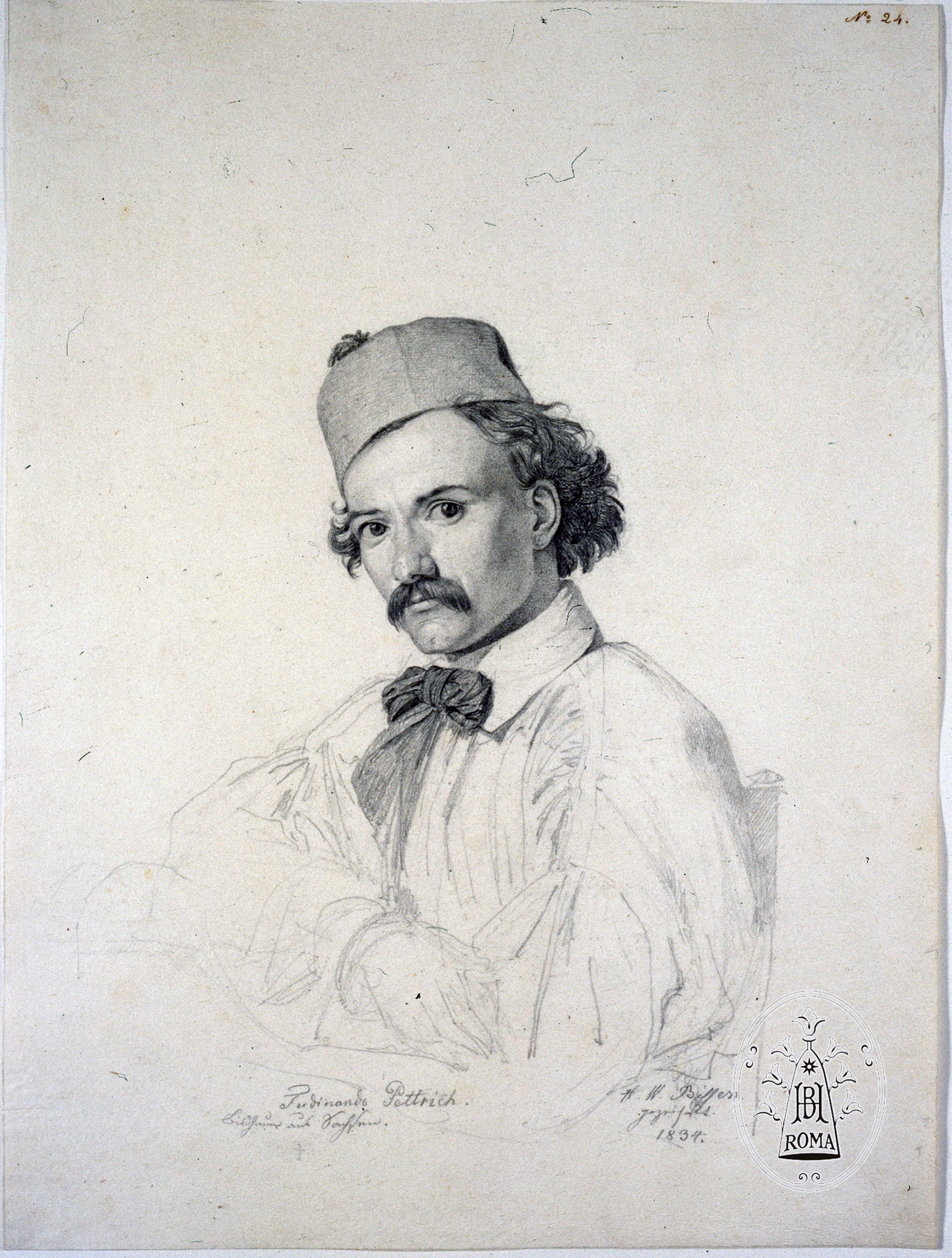
Ferdinand Pettrich, gezeichnet von Herman Wilhelm Bissen, Rom 1834

Friedrich August Ferdinand Pettrich (* 3. Dezember 1798 in Dresden; † 14. Februar 1872 in Rom) war ein deutscher Zeichner und Bildhauer.

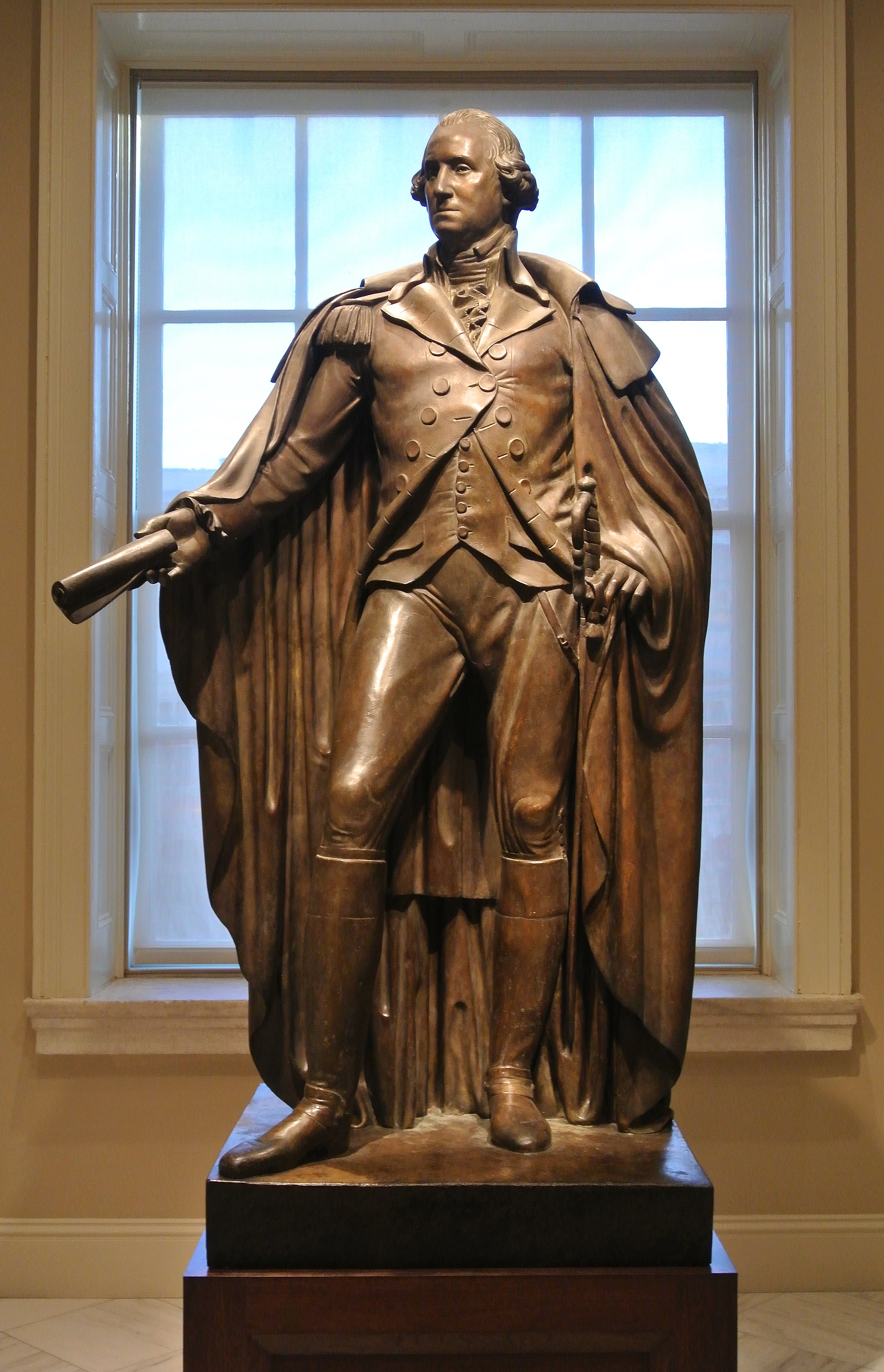
Präsident Washington, 1841, derzeit im Smithsonian American Art Museum

## Leben
Ferdinand Pettrich wurde als Sohn des Dresdner Hofbildhauers und Professors der Dresdner Königlich-Sächsischen Kunstakademie Franz Pettrich, am 3. oder 5. Dezember 1798 in Dresden geboren. Bereits in seiner Jugend arbeitete er in der väterlichen Werkstatt mit und eignete sich die Grundlagen für seine weitere künstlerische Laufbahn an. Nach der Schule begann er ein Studium an der Kunstakademie Dresden im Fach Bildhauerei und Zeichnen. Anschließend unternahm er eine Studienreise nach Italien und studierte bei dem dänischen Bildhauer und Lehrer Bertel Thorvaldsen. In dessen Werkstatt entstanden die beiden Reliefs Der Tag und Die Nacht, sowie eine anmutige zarte weibliche sitzende Figur mit Angelrute, Mitarbeit am Walhalla-Fries im Atelier Martin von Wagner. Im Jahr 1820 fertigte er in Rom die Marmorstatuette eines schlafenden Jungen für die Maria-Magdalenen-Kirche in Schönlinde, signiert "Ferdinand Pettrich f. Romae 1820".
Im Jahr 1827 heiratete er in Rom Anna Michelina Baldassari.

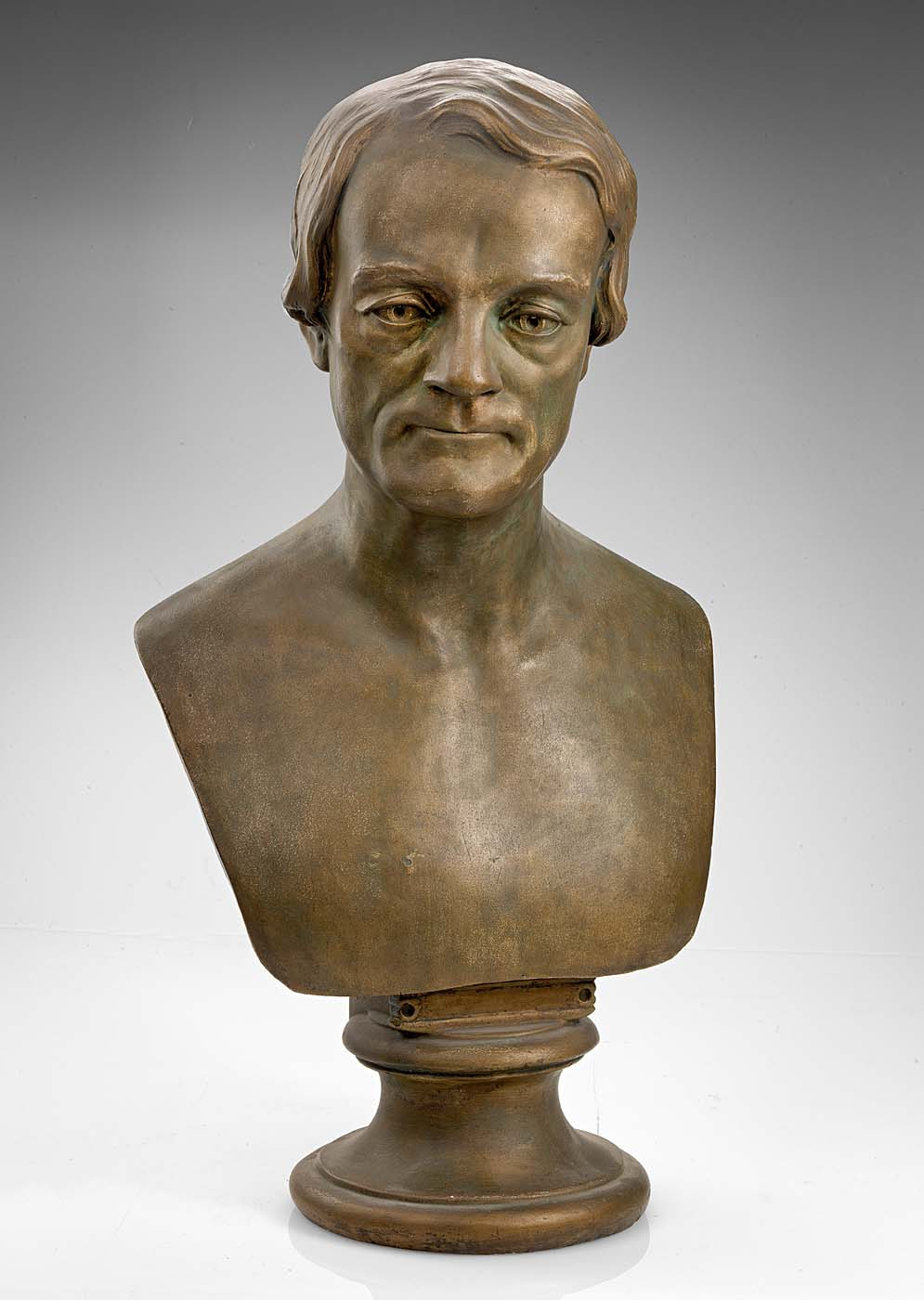
Büste des William Norris im Smithsonian American Art Museum, ca. 1838–1842

## Leben in Amerika
Er unternahm 1835 mit seiner Frau und seinen drei Söhnen eine Reise nach Amerika und wohnte zunächst in Philadelphia, später in Washingtons Nachbarstadt Georgetown. Er arbeitete selbständig in einer eigenen Werkstatt und fertigte mehrere Büsten von bekannten Persönlichkeiten an, auch von Politikern Amerikas, beispielsweise das Standbild George Washingtons.
In Washington begegnete er zahlreichen Vertretern der Indianer Nordamerikas (Native Americans) anlässlich von Verhandlungen mit der US-Regierung, zu denen er sich sehr hingezogen fühlte. Er fertigte viele Skizzen und Zeichnungen an und modellierte eine große Anzahl von Büsten, Reliefs und Skulpturen dieser Menschen, sein später sogenanntes „Indianisches Museum“. Deutlich zeigten diese Werke den Stolz und die besondere Würde der Personen. Die National Academy of Design wählte Pettrich 1837 in New York zum Ehrenmitglied (Honorary NA).
Im Jahr 1842 wurde er in seinem Atelier in Washington niedergestochen und schwer verletzt. Seine Ärzte rieten ihm, zur Genesung in eine wärmere Gegend umzuziehen.
Daher übersiedelte er mit seiner Familie nach Brasilien. Dort kam er im April 1844 in Rio de Janeiro an und setzte seine künstlerische Arbeit fort. Er wurde zum Hofbildhauer des brasilianischen Kaisers Peter II. (Dom Pedro II.) ernannt und fertigte wiederum eine Vielzahl von Büsten sowie einige Statuen an, vornehmlich von Persönlichkeiten am Kaiserhof, für sein „Indianisches Museum“.
Im August 1857 kehrte Pettrich nach Europa zurück, wo er die Ausstellung seines „Indianischen Museums“ in London erlebte.

## Leben in Italien

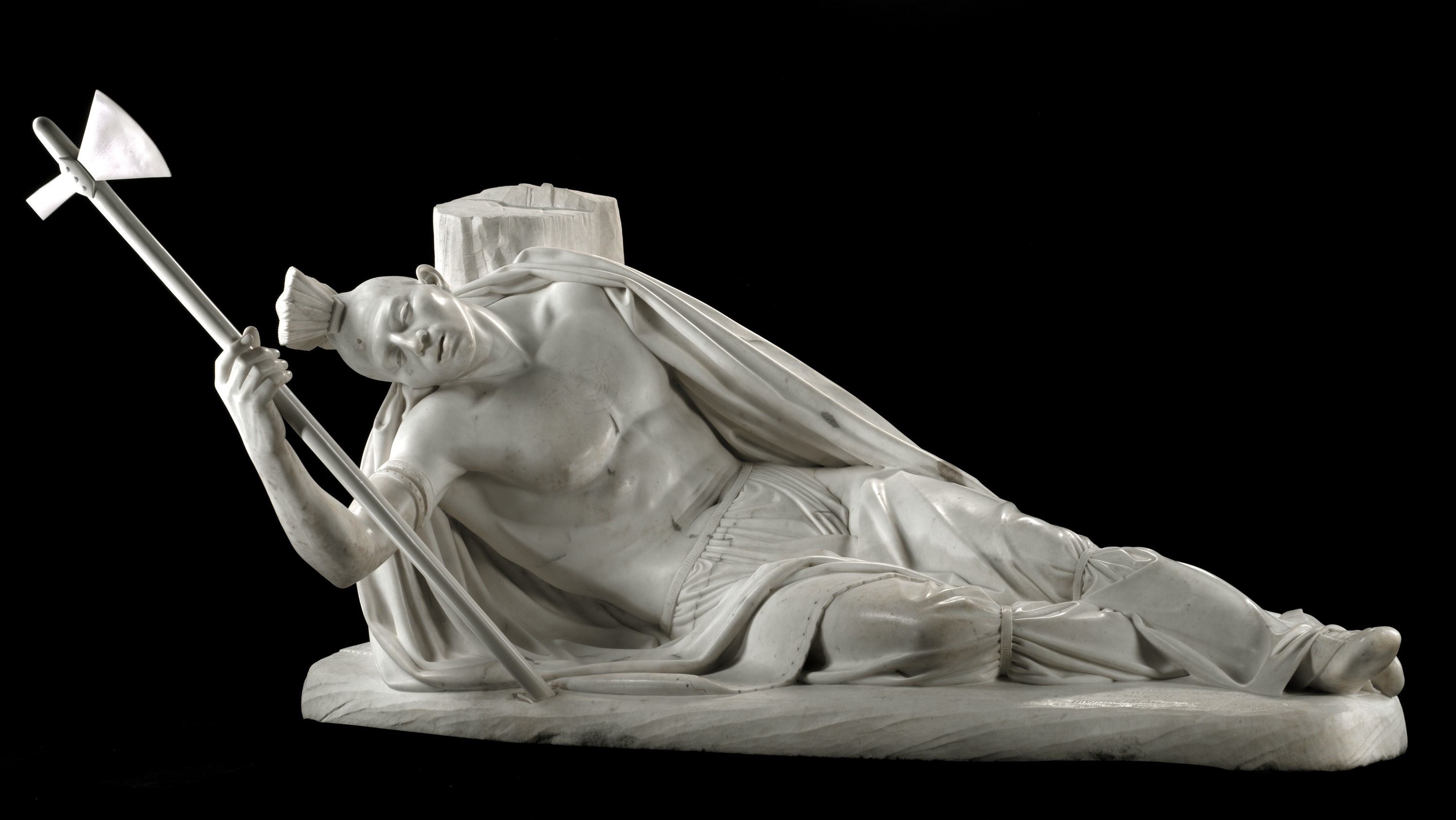
Der sterbende Tecumseh aus der Sammlung „Indianisches Museum“

Im Mai 1858 kehrte er in seine zweite Heimat nach Rom zurück. Papst Pius IX. erwarb gegen eine Leibrente die umfangreichen Werke. Sein „Indianisches Museum“ umfasst insgesamt 33 Werke in spätklassizistischer Manier, es sind Flachreliefs, große lebensnahe Skulpturen, über 16 Büsten und neun Bozzetti (verkleinerte Entwürfe, Proben) aus Gips, die terrakottafarben bemalt sind. Diese einmalige Sammlung von Native Americans wurde zunächst im Museum von St. Johannes im Lateran (Vatikan) ausgestellt, später im Missionarisch-Ethnologischen Museum als Teil der  Vatikanischen Museen.
Neben seinen großen Standbildern schuf er eine Vielzahl an Büsten, Kleinplastiken und Medaillons. Genauso umfangreich sind seine Zeichnungen. Er starb am 14. Februar 1872 in Rom und wurde auf dem Deutschen Friedhof im Vatikan beerdigt.